# Terminalia tetrandra
Terminalia tetrandra là một loài thực vật có hoa trong họ Trâm bầu. Loài này được (Danguy) Capuron miêu tả khoa học đầu tiên năm 1973.